# Acacia caffra
Senegalia caffra là một loài thực vật có hoa trong họ Đậu. Loài này được (Thunb.) Willd. miêu tả khoa học đầu tiên.

## Hình ảnh

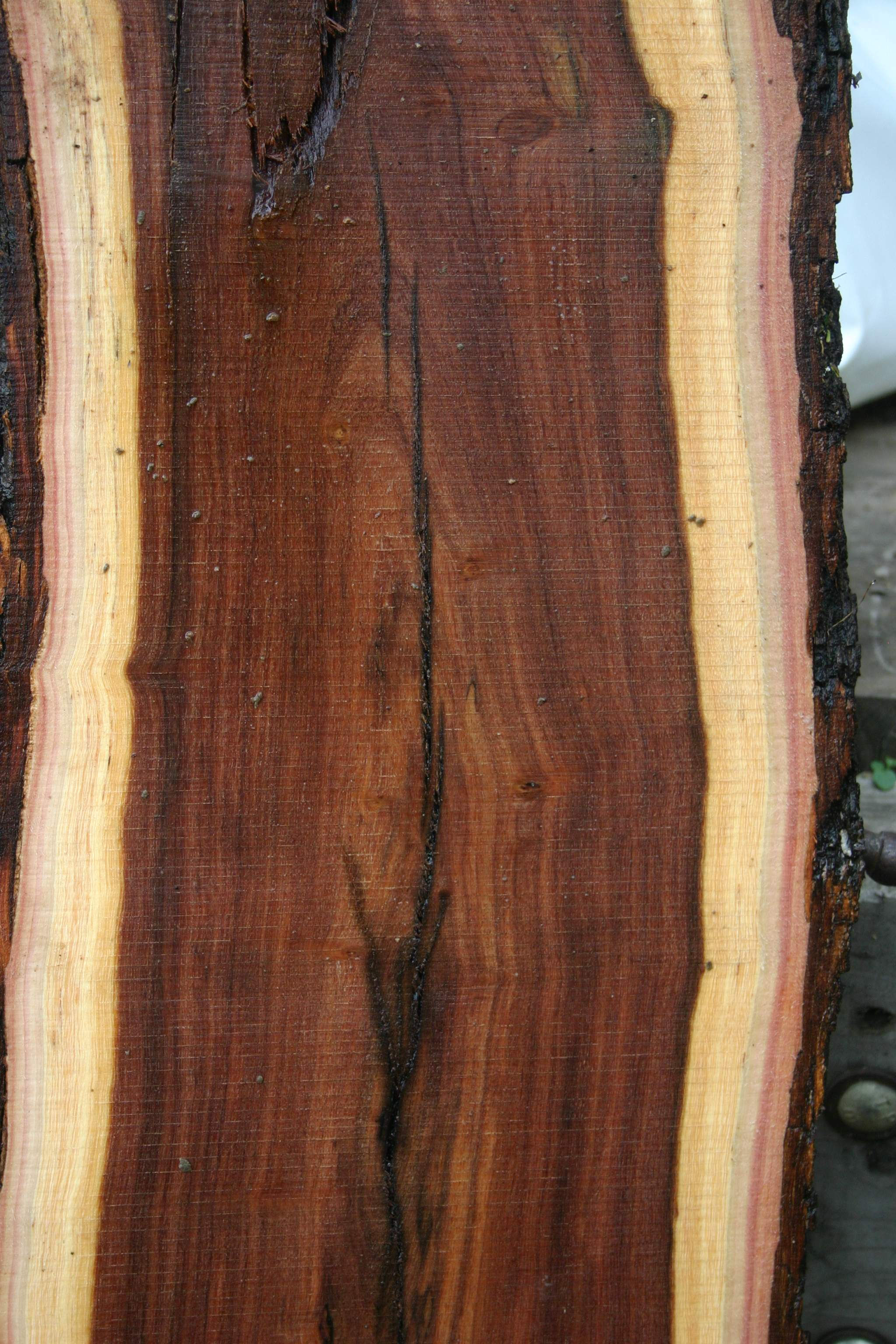
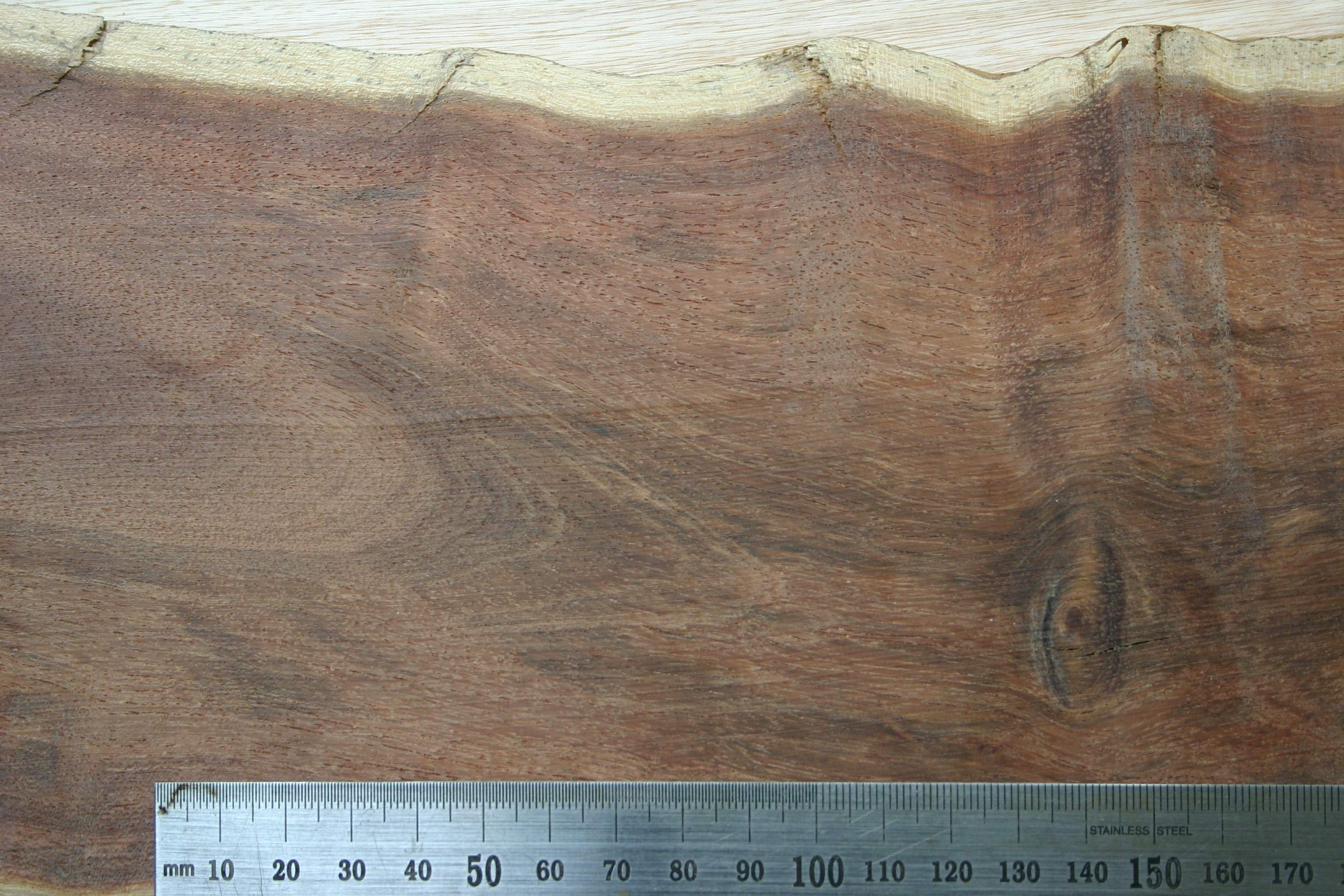